# NGC 1237
NGC 1237 é uma estrela dupla na direção da constelação de Eridanus. O objeto foi descoberto pelo astrônomo Frank Muller em 1886, usando um telescópio refrator com abertura de 26 polegadas. 